# آنچه باید گفته شود
آنچه باید گفته شود یک شعر منثور سال ۲۰۱۲ از گونتر گراس نویسنده آلمانی و برنده جایزه نوبل در ادبیات در ۱۹۹۹ است. این شعر به قول معروف خطر نابودی ایرانیان و ترس نویسنده را از این مسئله مورد بحث قرار می‌دهد که داده شدن زیردریایی کلاس ۶ دلفین از آلمان به اسرائیل را که قابلیت حمل کلاهک هسته‌ای دارند می‌تواند حمله نهایی اسرائیل به ایران را تسهیل کند و بدین ترتیب کشورش را در یک جنایت قابل پیش‌بینی درگیر کند.
شعر اول بار در زوددویچه تسایتونگ، لارپوبلیکا و ال پاییس در ۴ آوریل ۲۰۱۲ منتشر شد و ۴ روز بعد وزیر کشور اسرائیل گفت گراس که در ۱۹۶۷ از اسرائیل بازدید کرده حالا دیگر عنصری نامطلوب است.